# Odontochilus tortus
Odontochilus tortus är en orkidéart som beskrevs av George King och Robert Pantling. Odontochilus tortus ingår i släktet Odontochilus och familjen orkidéer. Inga underarter finns listade i Catalogue of Life.